# Is There Love in Space?
Az Is There Love in Space? Joe Satriani gitáros 9. stúdióalbuma, amely 2004. április 13-án került a boltokba. Instrumentális rock a stílusa.

## A track lista
Az összes számot Joe Satriani szerezte:
1. Gnaahh – 3:33
2. Up n Flames – 4:33
3. Hands in the Air – 4:27
4. Lifestyle – 4:34
5. Is There Love in Space? – 4:50
6. If I Could Fly – 6:31
7. Souls of Distortion – 4:58
8. Just Look Up – 4:50
9. I Like the Rain – 4:00
10. Searching – 10:07
11. Bamboo – 5:45

## Bónusz
A Tumble csak Apple's iTuneson volt a Dog with Crown & Earring pedig csak Japánban jelent meg.
1. Tumble
2. Dog with Crown & Earring

## A zenészek
- Joe Satriani – gitár, basszusgitár, billentyűs hangszer, ének, szájharmonika
- Matt Bissonette – basszusgitár
- Jeff Campitelli – dobok, ütősök